# Peliosanthes
Peliosanthes es un género con 18 especies  de plantas fanerógamas perteneciente a la familia de las asparagáceas, anteriormente en las ruscáceas. Se encuentran en el este de Asia.

## Descripción
Peliosanthes es un género de hierbas perennes con crecimiento rizomatoso y raíces gruesas. Los tallos suelen ser cortos, ocasionalmente alargados y postrados. Las hojas son generalmente basales, a veces caulinas, y tienen forma lineal a elíptico-ovada, con nervaduras subplicadas. Se presentan venas transversales conspicuas entre las principales venas longitudinales, y las hojas son glabras.
Las plantas producen escapos que terminan en racimos o panículas reducidas. Las flores son solitarias o se agrupan en grupos de 2 a 5 y están rodeadas por una bráctea. El pedicelo de la flor se articula cerca del ápice y puede haber ausencia o una sola bractéola. El perianto está compuesto por seis segmentos fusionados en un tubo. Hay seis estambres con filamentos dilatados, unidos en un anillo carnoso (corona), aunque a veces son libres. La corona puede ser plana o elevada, y las anteras son subsésiles.
El ovario de Peliosanthes es inferior a semisinferior y trilocular. Cada lóculo contiene de 2 a 4 (o 5) óvulos. El estilo es corto y cónico a columnar, y el estigma es capitado a trilobulado y pequeño. El fruto se abre prematuramente, exponiendo las semillas jóvenes. En la madurez, las semillas son azules, parecidas a bayas, y tienen forma elipsoide a globosa.
El género Peliosanthes comprende alrededor de 16 especies que se encuentran en países como Bangladesh, China, India, Indonesia, Laos, Malasia, Myanmar, Nepal, Sikkim, Tailandia y Vietnam. En China, hay seis especies, cinco de las cuales son endémicas.
Ha habido diferentes interpretaciones taxonómicas de Peliosanthes. Inicialmente, Jessop unió todas las especies reconocidas en una sola especie, P. teta Andrews, con dos subespecies. Sin embargo, los estudios moleculares sugieren que algunas especies forman clados distintos, lo que lleva a un concepto de especie más estrecho. Las variaciones en tamaño y en la venación foliar son los principales factores distintivos entre especies como Peliosanthes kaoi, P. macrostegia, P. yunnanensis y P. ophiopogonoides. Se necesita más investigación para aclarar las relaciones entre estas especies y la especie del Himalaya P. macrophylla. Además, algunas especies, como Peliosanthes stenophylla, han sido transferidas a otros géneros, como Ophiopogon.

## Taxonomía
El género fue descrito por Henry Charles Andrews  y publicado en Botanist's Repository, for new, and rare plants 10: , pl. 605. 1808[1808]. La especie tipo es: Peliosanthes teta.

## Especies seleccionadas
- Peliosanthes albida
- Peliosanthes altissima
- Peliosanthes arisanensis
- Peliosanthes bakeri
- Peliosanthes campanulata[7]